# Badui (jezik)
Badui jezik (ISO 639-3: bac), jezik plemena Badui ili Kanekes koji se govori u planinskom području Kendenga na otoku Javi, Indonezija. Jedan jeod dva člana sundskih jezika, malajsko-polinezijske porodice. Ponekad ga smatraju dijalektom sundskog. Govori ga oko 5.000 ljudi (1989.).

## Vanjske poveznice
- Ethnologue (14th)
- Ethnologue (15th)